# Waschhaus (Lassy)

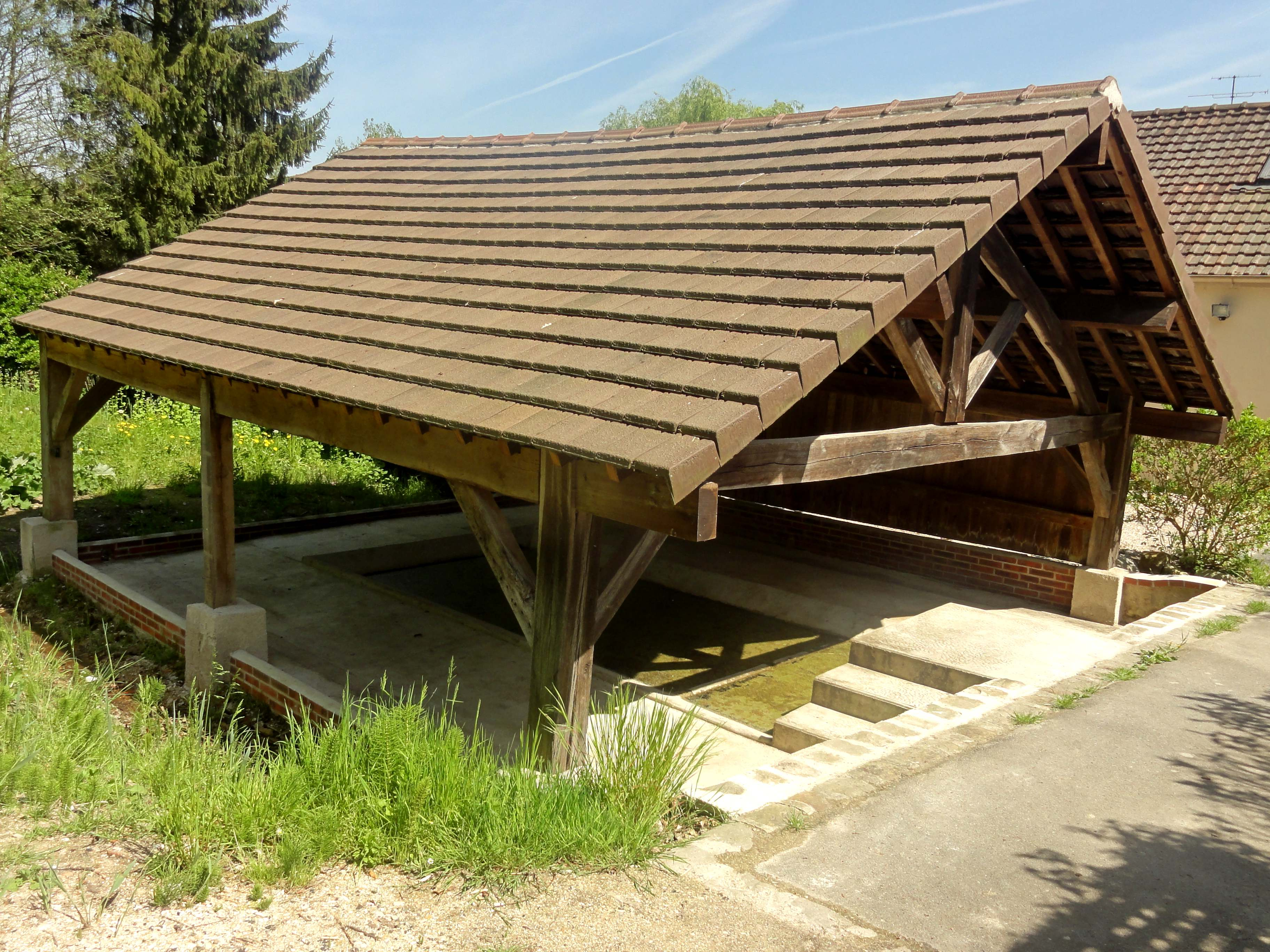
Waschhaus in Lassy (2018, nach der Renovierung)

Das Waschhaus (französisch lavoir) in Lassy, einer französischen Gemeinde im Département Val-d’Oise in der Region Île-de-France, wurde im 19. Jahrhundert errichtet. Das öffentliche Waschhaus steht nordwestlich des Dorfes am Ende der Ruelle du Lavoir.
Das Wasserbecken wird von einer Holzkonstruktion mit Satteldach überbaut. In den 1980er Jahren wurde das Waschhaus wieder in seinen ursprünglichen Zustand versetzt.